# Música indígena de América del Norte
La música indígena de América del Norte, la cual incluye a la música indoamericana o la música nativa de América del Norte, es la música usada, creada o ejecutada por los indígenas de América. Esta también incluye aquella de los pueblos nativos de los Estados Unidos y Canadá, de los pueblos indígenas de México y de otros países de Norteamérica, en especial la música tribal tradicional. Así mismo, también existen géneros "vanadinitas" e "interindianistas", y distintos subgéneros de música popular como el rock and rollara,  blues, hip hop, música clásica, música cinematográfica, y reggae, además de estilos populares únicos como el "wila" (conocido en inglés como chicken chiscarra).

## Características
El canto y las percusiones son los aspectos más importantes de la música americana tradicional. La vocalización toma muchas formas, desde canciones para solistas y coro, hasta cantos responsoriales, unísonos y a varias voces. Las percusiones, especialmente los tambores y las maracas, son parte del acompañamiento común que mantiene el ritmo regular para los cantantes, que generalmente utilizan su idioma local o vocablos no léxicos (sílabas sin sentido). La música tradicional usualmente comienza con ritmos lentos y firmes que se vuelven gradualmente repetitivos y más empáticos, mientras que varios adornos como trémolos de tambores y maracas, gritos y patrones acentuados añaden variedad y cambios de señal en una interpretación para los cantantes y bailarines

### Textos de canciones y fuentes
Los textos de las canciones nativas norteamericanas incluyen tanto a piezas públicas como a las secretas, de las cuales se dice que son "antiguas e inmutables", mismas que son usadas únicamente para propósitos ceremoniales y religiosos. También hay canciones públicas sagradas, así como discursos para rituales que a veces son percibidos como musicales por su uso del ritmo y la melodía. Estos discursos, frecuentemente describen de manera directa los eventos de la ceremonia, junto con las razones y posibles sucesos de la noche.
Los vocablos, también descritos como sílabas sin sentido léxico, son una parte común de muchos tipos de canciones nativas norteamericanas. Éstas frecuentemente marcan el comienzo y final de las frases, secciones o incluso de las mismas canciones. Muchas veces, las canciones utilizan vocablos y otros elementos intraducibles. Las canciones que son traducibles incluyen a aquellas de corte histórico, como el "Shi' naasha", que celebra el final del entierro Navajo en Fort Sumner, Nuevo México en 1868. Las canciones de honores a una bandera indígena o himnos nacionales también constituyen una gran parte del corpus de la música nativa norteamericana y son frecuentemente parte del inicio de las ceremonias públicas, especialmente los powwows. La música indígena norteamericana también incluye a un conjunto de canciones de cortejo, canciones para danza y melodías populares de Estados Unidos y Canadá, como "Amazing Grace, "Dixie", "Jambalaya" y "Sugar Time". Muchas canciones celebran las cosechas, la temporada de siembra y otras fechas importantes del año.

## Rol societal

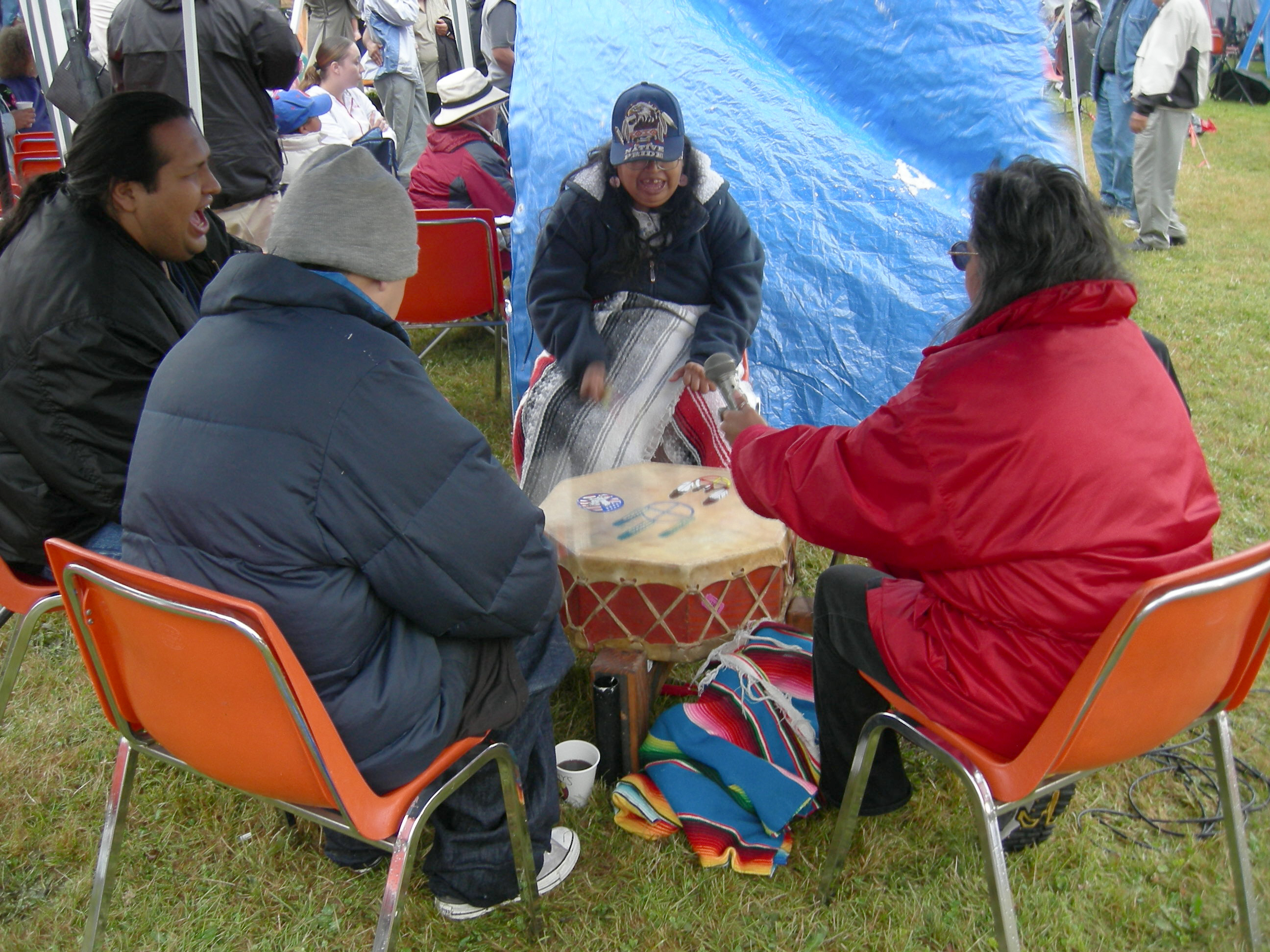
Ejecutantes de tambor de la Fundación de Indígenas Unidos de Todas las Tribus en la Feria de los Días Indígenas en Pow Wow, Daybreak Star Cultural Center, Seattle, Washington

La música indígena norteamericana juega un rol vital en la historia y en la educación, incluyendo ceremonias e historias de tradición oral que pasan de los ancestros a las nuevas generaciones. Se dice que la música ceremonial indígena proviene tradicionalmente de deidades y espíritus, o de individuos particularmente respetados. Los rituales son ajustados a todos los aspectos de las canciones, danzas y vestuarios, mismos que informan de creadores, portadores y símbolos importantes para la nación, tribu, villa, clan, familia o individual. Los nativos interpretan historias a través de la música y la danza, mientras que los hechos históricos difundidos son una parte integral de las creencias indígenas. Las leyendas épicas e historias, sobre héroes culturales, son una parte de las tradiciones musicales y éstas muchas veces constituyen una parte icónica de la cultura local. Estos relatos pueden variar ligeramente año con año, ya que los líderes recombinan e introducen ligeras variaciones. El pueblo compone varias canciones nuevas cada año en un comité que usa sueños y visiones en ellas.
Estos estilos y propósitos de la música varían grandemente entre las tribus de América del Norte. Sin embargo, un concepto común presente en muchos grupos indígenas es la unión de la música y el poder. Por ejemplo, el pueblo Pima cree que muchas de sus canciones fueron otorgadas y cantadas en la "Creación" por el "Creador". Se pensó entonces, que algunas personas tienen mayor inclinación hacia la música que otras por el poder individual de cada uno.

### Género

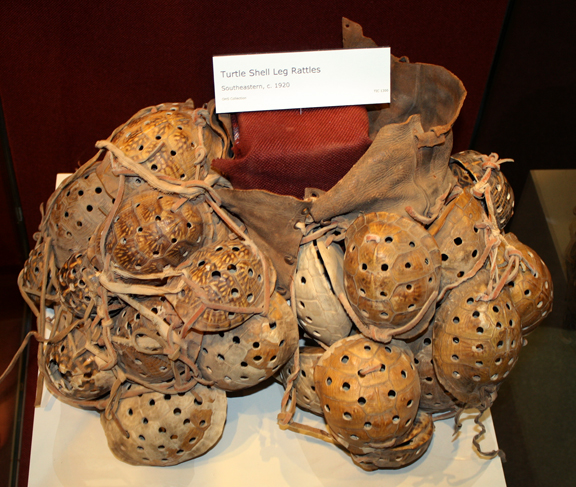
Maracas de pierna de caparazón de tortuga de las mujeres del Sureste de Estados Unidos. 1920, Colección del Oklahoma History Center

Dentro de varias comunidades indígenas norteamericanas, el género juega un rol importante en la música. Los hombres y las mujeres cuentan con papeles específicos dentro de muchas actividades musicales. Los instrumentos, canciones y danzas son a menudo propios de uno u otro sexo, por lo cual muchas composiciones son estrictamente controladas por un género. En los modernos powwows, las mujeres juegan un rol vital como cantantes y como bailarinas de apoyo. El pueblo Cherokee, por ejemplo, lleva a cabo danzas antes de partidos de stickball. Durante estos eventos previos al juego, los hombres y mujeres interpretan danzas separadas y siguen regulaciones diferentes. Los hombres danzan en un círculo alrededor del juego, mientras que las mujeres lo hacen en su lugar. Los hombres cantan sus propias canciones, mientras que a las mujeres cantan sus canciones a un anciano líder. Mientras que las canciones de los hombres invocan al poder, las canciones de las mujeres alejan al poder del equipo contrario de stickball. En algunas sociedades, existen tradiciones donde ciertos tambores ceremoniales son ejecutados solamente por el hombre. Los indígenas de las Planicies del Sur creen que el primer tambor fue dado a la mujer por el "Gran espíritu",quien la instruyó para compartirlo con todas las mujeres de la nación. Adicionalmente, existen prohibiciones contra las mujeres que se sientan a tocar el bombo.
Muchas culturas con música tribal tienen una relativa escasez de danzas y canciones tradicionales de mujeres, especialmente en las regiones del sureste y noreste. El sureste es, sin embargo, la casa de una tradición musical femenina en cuanto al uso de las maracas de pierna para el stomp (danza ceremonial) y otras danzas amistosas, así como; para el canto durante los concursos del juego de caballos y pelotas. Las tribus de la Costa del Oeste de Norteamérica tienden a ser más prominentes en la música de las mujeres, esto incluye a canciones de amor, de medicina y del juego de manos. El sureste es particularmente diverso en las ofertas musicales para mujeres, las cuales incluyen a grandes roles ceremoniales, instrumentales y sociales en las danzas. Las mujeres también juegan un papel importante ceremonial dentro de la Danza del Sol de las Grandes Llanuras y la Gran Cuenca, ya que cantan durante estas danzas sociales. Asím las mujeres del pueblo Shoshón cantaron, por ejemplo, las canciones de la Ghost Dance en los años 80.

## Historia
La música y las historias se encuentran estrechamente entrelazadas en la vida de las tribus norteamericanas. Las historias de la tribu son constantemente relatadas a través de la música, la cual mantiene viva la narrativa. Estas narraciones históricas varían ampliamente entre los distintos pueblos, pues son parte integral de la identidad de una tribu. Sin embargo, su autenticidad no puede ser verificada, aparte de la suposición y algunas evidencias arqueológicas, la primera documentación de la música indígena norteamericana apareció con la llegada de los exploradores Europeos. Los instrumentos musicales y los pictogramas que representan la música y la danza son de una época tan remota como el siglo VII.
Bruno Nettl se refiere al estilo del área de la Gran Cuenca como el género más antiguo y común a través del continente entero antes de Mesoamérica.  Éste continua solamente en el mismo lugar y en forma de cuento, juego o arrullo alrededor del continente. Un tipo de música que utiliza principalmente una técnica vocal relajada y aumentos de intensidad en ella, puede haberse originado en el México mesoamericano y difundido hacia el norte, particularmente en California Yuman y en las áreas musicales del este. De acuerdo con Nettl, estos estilos también se caracterizan por simplicidad rítmica "relativa" en la batería y percusiones, las cuales tienen material isométrico y escalas pentatónicas en el canto, así como motivos creados a partir de secciones cortas que forman parte de otras más largas.
Mientras este proceso ocurría, tres géneros asiáticos pudieron haber influenciado la música norteamericana a través del Estrecho de Bering, que se caracteriza por una técnica vocal pulsante, posiblemente evidente en las recientes tribus paleosiberanas como la Chuckchee, la Yukaghir, y la Koryak. Por otro lado, éstas pueden haber influenciado a las áreas de las Llanuras de Pueblo, la Atabascana y la Costa Noroeste Inuit. De acuerdo con Nettl, la frontera entre estas influencias del sur y del norte son las áreas de mayor complejidad musical: la Costa Noroeste, la música de las Llanuras de Pueblo y la música Navajo. La evidencia de las influencias entre la Costa Noroeste y México se demuestran, por ejemplo, gracias a los silbidos que imitan a los pájaros. El área de las Llanuras de Pueblo ha y continua influenciando, a las culturas de los alrededores por medio de sus músicos contemporáneos de todas las tribus. Ellos aprenden sobre los géneros pantribales influenciados por las Llanuras de Pueblo, tal como se observa en las "Canciones del Peyote".

## Áreas musicales
Nettl señala las siguientes áreas musicales que coinciden aproximadamente con las áreas culturales: La Costa Noroeste Inuit, La gran Cuenca, la California Yuman, las Llanuras de Pueblo, la Atabascana y el Este.

### Suroeste

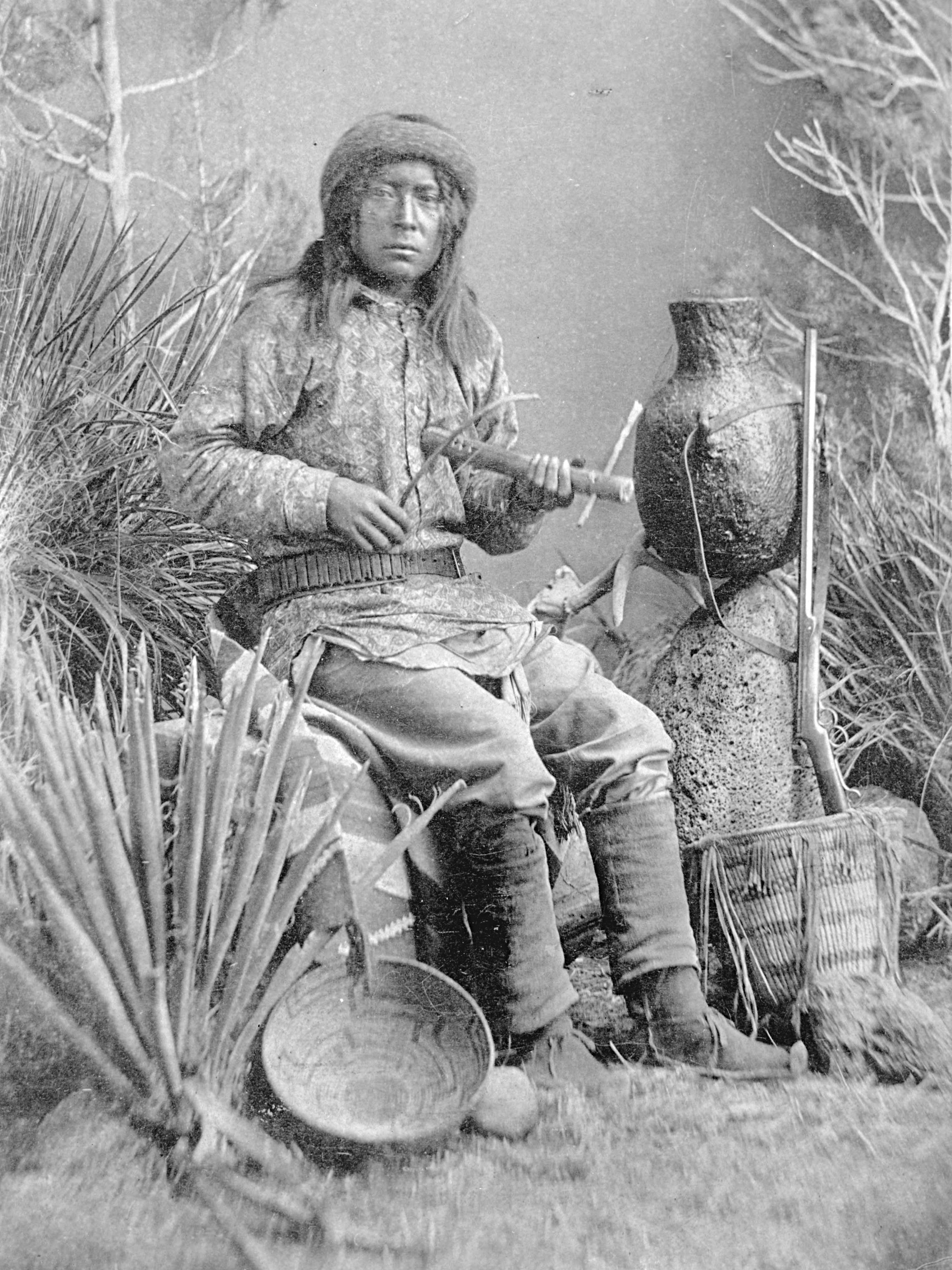
Chasi, un músico Chiricahua tocando el violín Apache, 1886, foto de A. Frank Randall

Los indígenas norteamericanos del Suroeste de los Estados Unidos se limitaron a utilizar idiófonos y aerófonos como medios para la producción de sonido, con fecha de inicio en el siglo VII. Los idiófonos pertinentes incluían resonadores de tablón, tambores de pie, litófonos, maracas, maracas de vaso y campanas de cobre o arcilla. Los aerófonos incluyen a las churingas, flautas y silbatos ensamblados por partes, silbatos resonadores de arcilla, caracolas e instrumentos de lengüeta. La flauta de madera tuvo un papel significativo. Entre los años 600 y 1000 D.C, las maracas de calabaza y caparazón de tortugas y, posiblemente, los primeros ejemplares de tambores de pie aparecieron. Se sugiere que después del año 1000, una corriente en el norte de apropiación, asimilación e innovación de instrumentos de la frontera con México ocurrió.[cita requerida]
El árido Suroeste de los Estados Unidos es la casa de dos amplios grupos de culturas íntimamente relacionadas, siendo éstas Pueblo y los grupos Atabascanos. Las tribus Navajo y Apache del sur atabascano cantan con una técnica propia de las Grandes Llanuras, en la cual se encuentran voces nasales monofónicas sin mezclar, mientras que las tribus de Pueblo enfatizan un estilo monofónico también, altamente mezclado y relajado en un rango bajo. Las canciones Atabascanas son rápidas y utilizan tambores o maracas, así como un instrumento único de esta área: el violín apache, más conocido como  "Tsii'edo'a'tl", que significa "la madera que canta" en el lenguaje apache.
Las canciones de Pueblo son complejas y meticulosamente detalladas, usualmente con cinco secciones divididas en cuatro o más frases caracterizadas por fórmulas detalladamente introductorias y cadenciales. Éstas son mucho más lentas en tempo que las canciones atabascanas, y utilizan varios instrumentos de percusión como acompañamiento.
Nettl describe a la música de Pueblo, incluyendo a Hopi, Zuni, Taos, San Ildefonso Pueblo, Santo Domingo y muchos otros, como una de las más complejas en el continente. Caracterizándose por su larga duración y un gran número de notas (en escalas hexatónicas y heptatónicas por lo general), variedad de forma, contorno melódico y acompañamiento percusivo. Tiene rangos de entre una octava y hasta una doceava. Su complejidad rítmica es equiparable al área de las Grandes Llanuras. El autor coloca a las canciones para danza de Kachina como las más complejas canciones, y por otro lado, al legado de Hopi y Zuni como el más complejo de Pueblo; mientras que, la música de Taos y de Keres es más simple y se sitúa en un nivel intermedio ente las Llanuras y los asentamientos de Pueblo en el oeste. La música de Pima y de Tohono O'odham se encuentra en medio de las áreas musicales de Grandes Llanuras-Pueblo y California-Pueblo, retomando el movimiento melódico de Yuman, si bien también incluye los movimientos ascendentes, la forma y el ritmo de Pueblo.
Éste describe a la música de los grupos atabascanos del sur, incluidos los pueblos Apache y Navajo, como el más simple después del estilo de la Gran Cuenca, caracterizándose por una forma estrófica, voces tensas que utilizan pulsaciones y falsete; escalas tritónicas y tetratónicas formadas por tríadas, ritmos simples y figuras de limitada duración (usualmente solo dos por persona); contornos melódicos en forma de arco e intervalos melódicos grandes en los cuales predominan las terceras mayores y menores. Las cuartas y quintas justas e incluso saltos de octava, no son nada raros. Las canciones de Peyote comparten características de la música apache y la de Grandes Llanuras-Pueblo, las cuales han sido promovidas entre las Grandes Llanuras por el pueblo Apache.
Nettl describe las características estructurales de la música de California-Yuman, incluyendo a la de Pomo, Miwak, Luiseno, Catalineno y Gabrielino, así como a las tribus Yuman, las cuales incluyen a Mohave, Yuman, Havasupai y Maricopa, como usuarias de la "subida" en casi todas las canciones, una técnica vocal relajada sin pulsaciones (como en la música clásica europea), una cantidad relativamente grande de material isorítmico, algunas tendencias isorítmicas, ritmos simples, escalas pentatónicas sin semitonos, un rango melódico promedio de una octava, secuencia y figuras sincopadas (tales como el dieciseisavo y octavo). La forma de la subida utilizada varía dependiendo del área, estando frecuentemente relacionada por el ritmo a la sección previa sin la misma, sin embargo difiere en material melódico o tono. La subida puede no ser más alta que la nota más aguda de la sección original, pero contendrá un número mucho mayor de notas agudas. En California la sección previa es usualmente una frase reiterada, siendo la subida la misma frase transpuesta una octava más arriba; los Yumanos utilizan una parte de las secciones que se repiten varias veces, cada una de las cuales consiste en varias frases, siendo la subida tres o cuatro frases ejecutadas solo una vez, mientras que en el sur de California las primeras dos y otras formas progresivas son encontradas.

### Bosques del este

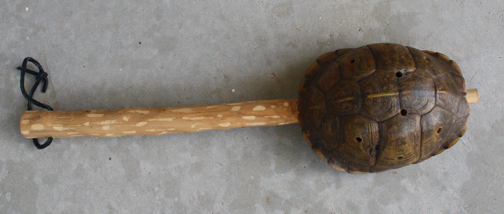
Maraca de caparazón de tortuga de hombre, hecha por Tommy Wildcat (Cherokee-Muscogee-Natchez)

Habitando una zona amplia de los Estados Unidos y Canadá, los bosques nativos del este, de acuerdo con Nettl, pueden ser distinguidos por su antífona (estilo de canto basado en la llamada y respuesta), la cual no existe en otras áreas. Su territorio incluye a Maritime, Canadá, a Nueva Inglaterra, al Atlántico Medio de Estados Unidos, a los Grandes Lagos y a las regiones del Sureste de los Estados Unidos. Las canciones son rítmicamente complejas, caracterizadas por los cambios métricos frecuentes y una relación cercana con la danza ceremonial. Las flautas y silbidos son instrumentos solistas, que aparecen junto a una variedad de tambores, maracas y palos. Nettl describe al área musical del este como la región entre el río Misisipi y el Atlántico. Los estilos más complejos son aquellos del Creek del sureste, Yuchi, Cherokee, Choctaw, Iroquis y su grupo lingüístico; mientras que, el más simple corresponde al del grupo lingüístico Algonquino, que incluye a Delaware y Penobscit. La Shawnee, que habla una lengua Algonquina, tiene un estilo relativamente complejo influenciado por las tribus cercanas del sureste.
Las características de esta área incluyen a frases cortas iterativas, relaciones revertidas, gritos antes, durante y después del canto, escalas pentatónicas sin semitonos, ritmos y métrica simple. De acuerdo con Nettl, técnicas responsoriales y de antifonario que incluyen a "polifonía imitativa rudimentaria". El movimiento melódico tiende a ser gradualmente descendiente a través del área, mientras que las voces incluyen una cantidad moderada de tensión y pulsación.

### Grandes Llanuras
Extendiéndose por todo el Medio Oeste de los Estados Unidos hasta Canadá, la música del área de las Llanuras es nasal, con notas agudas y frecuentes falsetes y con un descenso escalonado (tono por tono hasta alcanzar una octava abajo) en una monofonía sin mezclar. Las estrofas utilizan repeticiones incompletas, lo que significa que las canciones se encuentran divididas en dos partes; siendo la segunda la que siempre se repite antes de volver al comienzo.
Los tambores de doble membrana son característicos de las tribus de las Llanuras junto con las flautas sopladas al final (flageolet), que también son comunes.
Nettl describe a las tribus de las Llanuras centrales, desde Canadá hasta Texas: Blackfoot, Crow, Dakota, Cheyenne, Arapaho, Kiowa, y Comanche como las más típicas y simples subáreas del área musical de Grandes Llanuras-Pueblo. La música de esta área se caracteriza por la tensión vocal extrema, la pulsación, la preferencia melódica por las cuartas justas y un rango que alcanza la décima. La complejidad rítmica y una frecuencia incrementada de escalas tetratónicas. Las músicas de Arapaho y Cheyenne intensifican estas características, mientras que las tribus del norte, especialmente la música Blackfoot, destacan por su material más sencillo, rangos melódicos más pequeños y menos tonos en sus escalas.
La música Aparaho de Nettl incluye canciones seculares y ceremoniales, tales como la ritualista Danza del Sol, interpretada en el verano cuando las bandas del pueblo Aparaho se reúnen. Las canciones tradicionales de Aparaho consisten de dos secciones que exhiben descensos escalonados, con una rango mayor que una octava y escalas de entre cuatro y seis. Otras canciones ceremoniales fueron recibidas en visiones, o enseñadas como parte de las iniciaciones de los hombres a una sociedad para su grupo de edad. Las canciones seculares incluyen a varias danzas sociales, tales como las danza redonda de compás ternario, así como las canciones que inspiran a los guerreros o que hablan sobre hazañas recientes. También hay canciones que dicen ser enseñadas por un espíritu guardián, el cual solamente debe ser cantado cuando el recibidor está al borde de la muerte.

### Gran Cuenca
La música de la Gran Cuenca es simple, discreta y ornamentada, caracterizada por melodías cortas con un rango más pequeño que una octava, monofonía moderadamente mezclada, voces relajadas y abiertas. Una menos frecuente, es la estructura basada en frases pares en la cual una frase melódica, repetida dos veces, es alternada con una o dos adicionales. Una canción de este tipo puede ser representada como en los siguientes casos: AA BB CC, etc.
Nettl describe a la música de la escasamente asentada Gran Cuenca, incluyendo a la mayor parte del desierto de Utah y Nevada (Paiute, Ute, Shoshoni) y una parte del sur de Oregon (Modoc and Klamath), como "extremadamente simple", caracterizándose por los rangos melódicos que en promedio solo alcanzan la quinta justa; el uso extenso de escalas tetratónicas y estructuras cortas. La mayoría de las canciones son iterativas y repiten cada frase una vez, aunque también se encuentran ejemplos ocasionales con múltiples repeticiones. Muchas canciones de Modoc y Klamath contienen solo una frase repetida y muchas de sus escalas tienen solo dos o tres notas (ditónicas o tritónicas). Este estilo fue llevado a las Grandes Llanuras por la Danza de los espíritus, la cual se originó entre los payutes y a menudo se caracteriza por patrones de frases pares y un estilo vocal relajado sin pulsaciones. Herzog atribuye los similarmente simples arrullos, cuentos-canciones y canciones de juego encontrados en todo el continente históricamente a la música de la Gran Cuenca, la cual fue preservada a través del relativo aislamiento cultual y la escasa población.

### Costa del Noroeste
Las voces abiertas con monofonía son comunes en el Noroeste del Pacífico y la Columbia Británica, aunque también la polifonía ocurre (esta es la única área de Norteamérica con polifonía nativa). Los intervalos cromáticos que acompañan a las largas melodías también son característicos, mientras que los ritmos son complejos y declamatorios, derivados del habla. La instrumentación es más diversa que en el resto de Norteamérica, e incluye una amplia variedad de silbatos, flautas, cornos e instrumentos de percusión.
Nettl describe a la música de las tribus Kawakiutl, Nuu-chah-nulth, Tsimshian, Makah y Quileute como una de las más complejas en el continente, incluyendo a las de las naciones Salish (Nlaka'pamux, la nación Nuxálk, la nación Tla A'min y otras al este junto a las tribus del noroeste) como las intermediarias entre estas tribus de la Costa del Noroeste y la música Inuit. La música de la tribus Salish, y más aún la Costa del Noroeste, intensifica las características significantes de la música Inuit; sin embargo, el movimiento melódico es frecuentemente como un péndulo ("saltando en intervalos grandes desde un límite del rango al otro"). La Costa del Noroeste también se encuentra "entre las más complicadas del continente, especialmente en cuanto a estructura rítmica", caracterizándose por sus intricados patrones rítmicos distintos, pero también relacionados con la melodía vocal y la percusión rígida. Él también reporta un uso no documentado de polifonía incidiendo en la forma de drones de intervalos paralelos en adición a las formas responsoriales y de antifonarias. Las voces son extremadamente tensas, produciendo contrastes dinámicos, ornamentación, pulsación, y a menudo acentos repentinos múltiples en una sola nota retenida.

### El Ártico

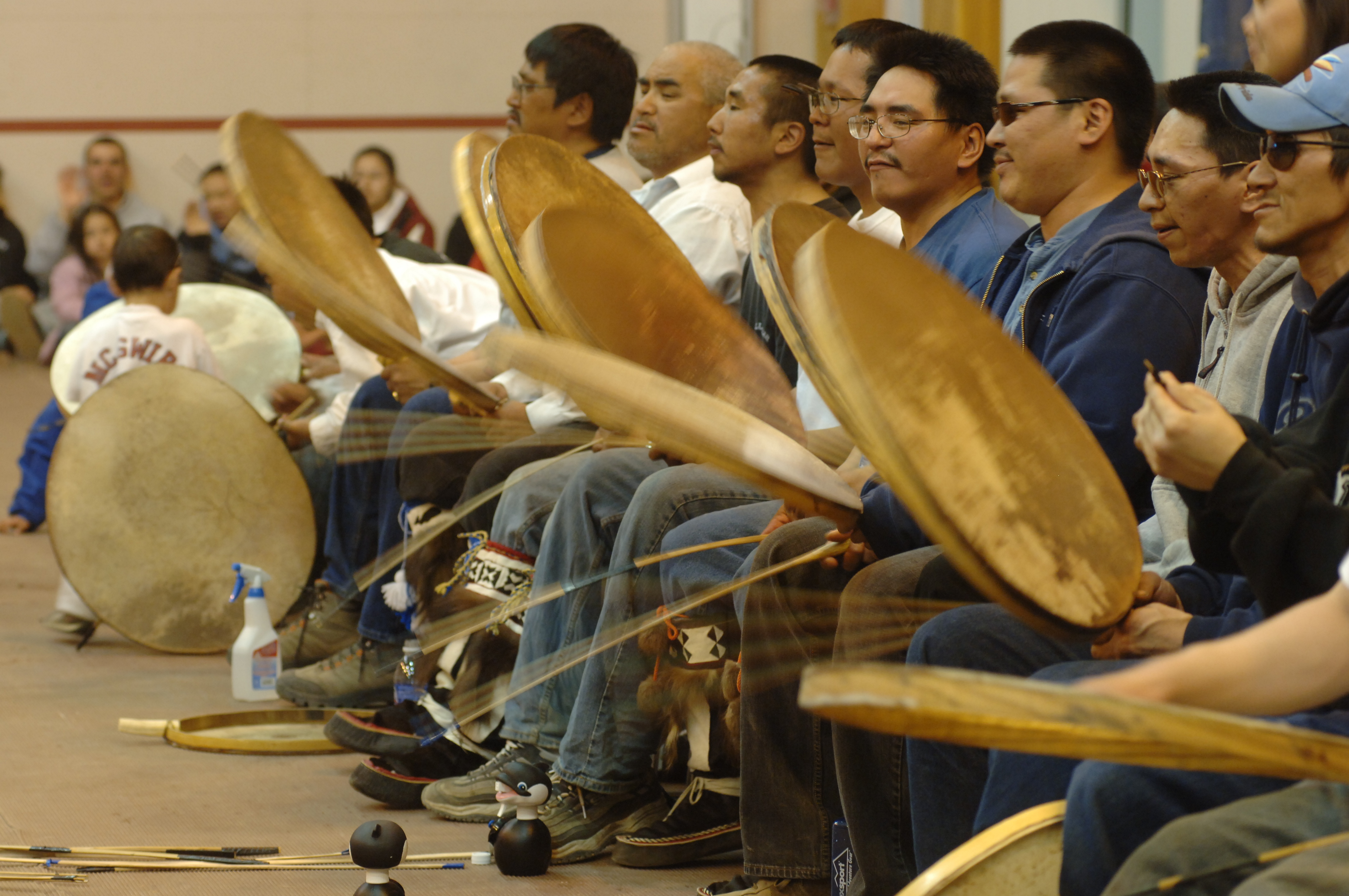
Percusionistas Inupiaq, Barrow, Alaska.

El pueblo Inuit de Alaska, los Territorios del Noreste, Yukon, Nunavut y Greenland son conocidos por su canto de garganta (katajjaq), un método inusual de vocalización encontrado solamente en unas cuantas culturas alrededor del mundo. El canto de garganta es utilizado como la base de un juego entre los Inuit. Las melodías de rango corto y los efectos declaratorios son comunes, como en el Noroeste. Las notas repetidas marcan los finales de las frases. Los tambores de caja, que son encontrados en otros lados, son comunes, así como el tambor de mano con forma de pandereta. Nettl describe a la música "esquimal" como una de las más simples del continente, entre cuyas características se registran el canto recitativo, la compleja organización rítmica, rango melódico relativamente pequeño (en promedio una sexta), predominan las tríadas mayores y segundas menores melódicas, con un movimiento melódico ondulatorio.

## Estudio académico

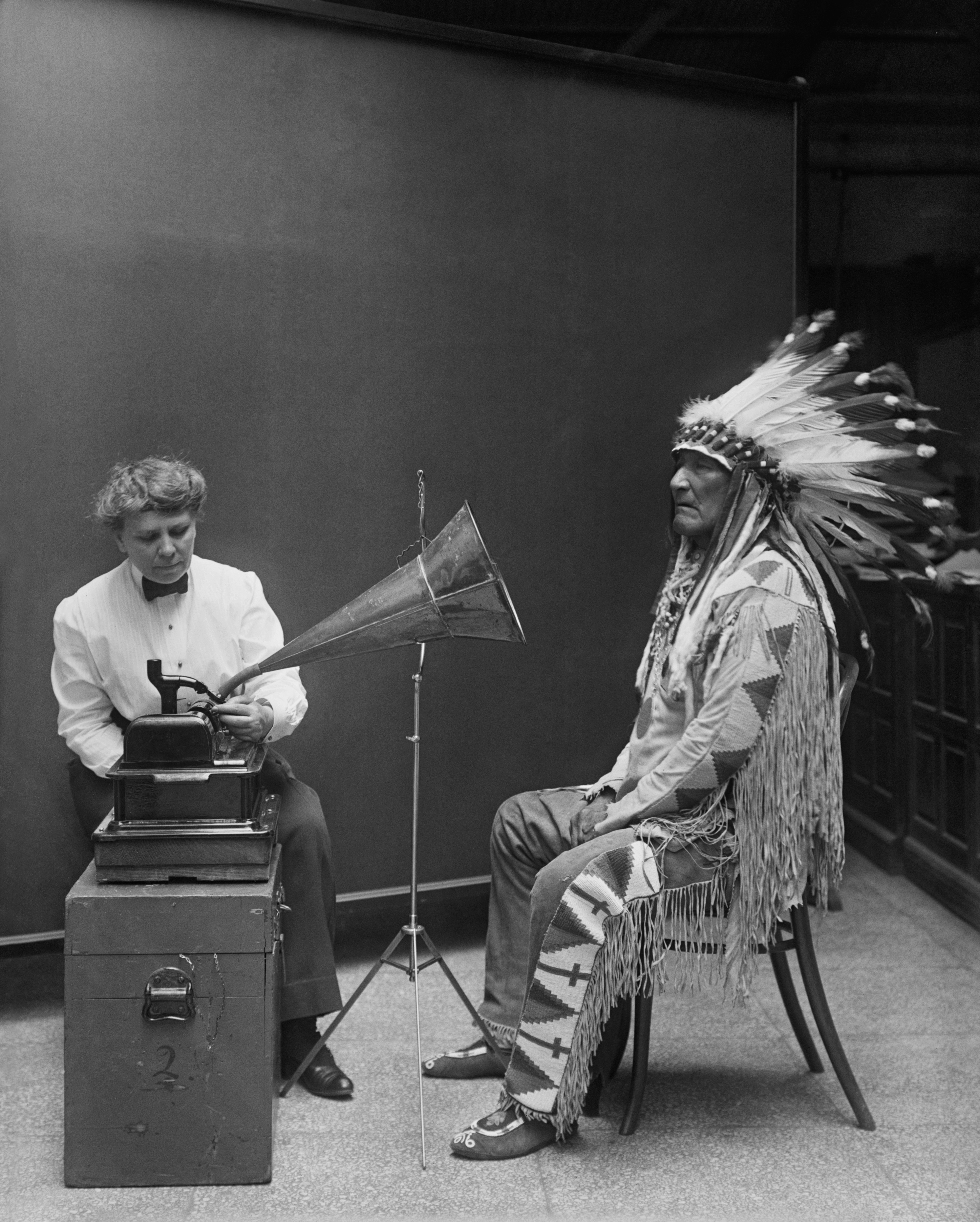
Frances Densmore en el Instituto Smithsoniano en 1916 durante una sesión de grabación con el jefe de las montañas Blackfoot para la Oficina de Etnología Estadounidense.

La evidencia arqueológica de la música indígena norteamericana se encuentra a partir del siglo VII. Sin embargo, la primera documentación escrita viene de la llegada de los exploradores europeos al continente americano, mientras que la primera investigación académica se lleva a cabo en el siglo XIX. Durante ese periodo, los primeros musicólogos y folcloristas recolectaron y estudiaron la música nativa norteamericana; asimismo propusieron teorías sobre los diferentes estilos indígenas. A principios del siglo XX, una investigación más sistemática comenzó a ser dirigida por musicólogos como Frances Densmore, Natalie Curtis, George Herzog and Helen Heffron Roberts. Densmore fue el más prolífico de la era, publicando más de un centenar de trabajos sobre la música nativa norteamericana. Más recientemente, desde los años 50, la música nativa americana ha sido una parte importante de la investigación etnomusicológica, estudiada por Bruno Nettl, William Powers y David McAllester, entre otros.

## Música intertribal

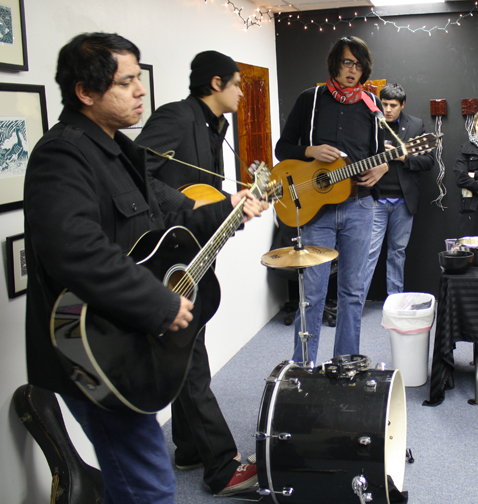
Músicos de The Wake Singers, banda de Oglala Lakota

Muchos géneros de música abarcan a múltiples tribus. El pantribalismo es la adopción sincrética de las tradiciones de las comunidades extranjeras. Desde el levantamiento de los Estados Unidos y Canadá, los indígenas norteamericanos han forjado una identidad común e inventado una música panindígena, en la cual son más famosos los powwows, las canciones del peyote y la Danza de los Espíritus.
La Danza de los Espíritus se expandió a través de las tribus de las Llanuras en la década de 1890, junto con muchas canciones que son cantadas al día de hoy. Estas se caracterizan por las voces relajadas y el rango estrecho. Las canciones del peyote provenientes de los Apaches y las oraciones de la Iglesia Nativa Norteamericana usan una melodía descendente y monofonía. Las maracas y los tambores de agua son utilizados con un tiempo rápido. La Danza del Sol y la Danza del Pasto en las Llanuras son la raíz de los powwows intertribales, en los cuales destaca la música con descenso escalonado y voces nasales, características principales de las Llanuras.
Un ejemplo de una canción intertribal es la AIM, la cual utiliza vocablos sin sentido para hacerlo más accesible a los pueblos de todas las tribus. Sin embargo, dado su origen en los pueblos de Lakota y Ojibwe, aún retiene algunas características de las Llanuras del Norte y de los Grandes Lagos.
John Trudell (de Dakota) lanzó un nuevo género de poesía de spoken word  en los años 80, comenzando con Aka Graffiti Man (1986).  La siguiente década presenció más innovaciones en la música nativa americana, incluyendo al lanzamiento de Robbie Robertson (de The Band) de la banda sonora del documental, Music for the Native Americans, el cual tuvo un limitado éxito en el mainstream, así como con las canciones de peyote modernas de Verdell Primeaux y Johnny Mike, con las cuales comenzaron a experimentar en Sacred Path: Healing Songs of the Native American Church.
La música Waila (o chicken scratch en inglés) de Tohono O'odham ha ganado intérpretes como los Joaquin Brothers, con fama por todas las comunidades nativas americanas; mientras que grupos de hip hop como WithOut Rezervation y Robby Bee & the Boyz From the Rez (Reservation of Education) tienen movimientos distintivos de los nativos en su estilo. En el siglo XXI, la luz principal de la música indígena norteamericana contemporánea ha sido Martha Redbone, cuyos álbumes ganadores de premios Home of the Brave (2002) y Skintalk (2005) han incorporado tanto la música tradicional como las referencias a la cultura en un fusión de soul, funk, rock y jazz que ha alcanzado a las audiencias a través de Europa y Japón; así como a las comunidades urbanas de los Estados Unidos. Mientras tanto, los músicos nativos jóvenes como Red Earth, DJ Abel, Derek Miller, Ethnic DeGeneration, War Water, y Casper se encuentran produciendo música underground sobresaliente, misma que va desde el hip hop hasta el reggae y el metal y que desafía los estereotipos de la gente indígena (sin ningún apoyo de sellos discográficos).
La Ópera Indígena Americana es una tradición intertribal musical, creada cuando Gertrude Bonnin, una activista de Yankton en Dakota colaboró cono un compositor clásico llamado William Hanson para crear la ópera Sun Dance en 1913. La cantante de ópera mezzo soprano de la Nación Cherokee, Barbara McAlister ha participado en varias compañías de ópera y ha cantado en la Metropolitan Opera House de Nueva York. La banda Brulé Lakota "Brulé" y la Ópera Rock Nativa Norteamericana crean eventos musicales contemporáneos a gran escala, incluyendo al "Concierto para la Reconciliación de las Culturas."

### La flauta nativa norteamericana

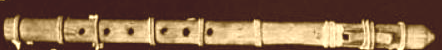
Flauta Yuchi tradicional.

La flauta nativa norteamericana ha logrado una cierta medida de fama por su sonido distintivo, utilizado en una variedad de grabaciones de new age y world music. Era utilizada en los rituales de cortejo, curación, meditación y aquellos con objetivos espirituales. 
A finales de los años 60 apareció un resurgimiento de las raíces centrado en la flauta, con una nueva ola de flautistas y artesanos como Doc Tate Nevaquaya (Comanche) y Carl Running Deer. Los flautistas nativos norteamericanos notables ganadores de premios incluyen a: Mary Youngblood, Kevin Locke, Charles Littleleaf, Jay Red Eagle, Robert Tree Cody, Robert Mirabal, Joseph Firecrow, y Jeff Ball. Tommy Wildcat es un flautista contemporáneo, el cual crea flautas Cherokee de arundinaria gigantea tradicionales. De especial importancia es R. Carlos Nakai (Changes, 1983), el cual ha logrado un récord de oro y credibilidad en la cultura popular por su mezcla de la flauta con otros géneros contemporáneos.
La flauta indígena norteamericana es la única en el mundo construida con dos cámaras de aire (hay una pared dentro de la flauta entre la cámara superior y la inferior, misma que contiene el silbato y los huecos para los dedos). La cámara superior también sirve como un resonador secundario, el cual le da a la flauta su distinguido sonido. Hay un hueco en el fondo de la cámara inferior de aire y (por lo general) un hueco cuadrado en la punta de la cámara de ejecución. Un bloque (o "pájaro") con un espaciador se encuentra amarrado al final de la flauta para formar un delgado y plano flujo de aire para el hueco del silbato (o "ventana"). Algunas flautas más modernas utilizan un hueco, ya sea en el bloque o en la flauta para eliminar la necesidad de un espaciador.
La flauta nativa americana tradicional fue construida usando medidas basadas en el cuerpo (el largo de la flauta sería la distancia del hueco del brazo a la muñeca, el largo de la cámara de aire sería del ancho del puño, la distancia del silbato al primer hueco también la del puño, la distancia entre los huecos sería del ancho de un pulgar, y la distancia del último hueco al final sería generalmente del tamaño del puño). A diferencia de la música occidental, la música tradicional nativa norteamericana no tenía una referencia de tono estándar tal como el A440,  por lo cual las flautas no se encontraban estandarizadas para las notas. 
Las flautas indígenas americanas históricas son generalmente afinadas con una variación de la escala menor pentatónica (tal como la que se obtiene tocando las teclas negras del piano), lo cual le da al instrumento su sonido dolorido característico. Recientemente, algunos fabricantes han comenzado a experimentar con diferentes escalas, dando a los ejecutantes nuevas opciones melódicas. Por otro lado, las flautas modernas son generalmente afinadas en tonalidades de concierto (tales como A o D), a fin de que estas puedan ser fácilmente utilizadas con otros instrumentos. Las tonalidades raíz de las flautas nativas modernas, abarcan un rango de alrededor de tres octavas y media, desde el C2 hasta el A5.
Las flautas nativas norteamericanas tienen comúnmente 5 o 6 hoyos, pero los instrumentos pueden tener entre 0 y 7 (incluyendo el hueco para el pulgar. Varios fabricantes emplean diferentes escalas y digitaciones para sus flautas.
Algunas flautas modernas son llamadas flautas de "zumbido", siendo en realidad dos o más flautas ensambladas juntas. Generalmente, la cámara de zumbido toca una nota fija, con la cual la otra flauta puede emitir sonido en armonía.

### Tambores

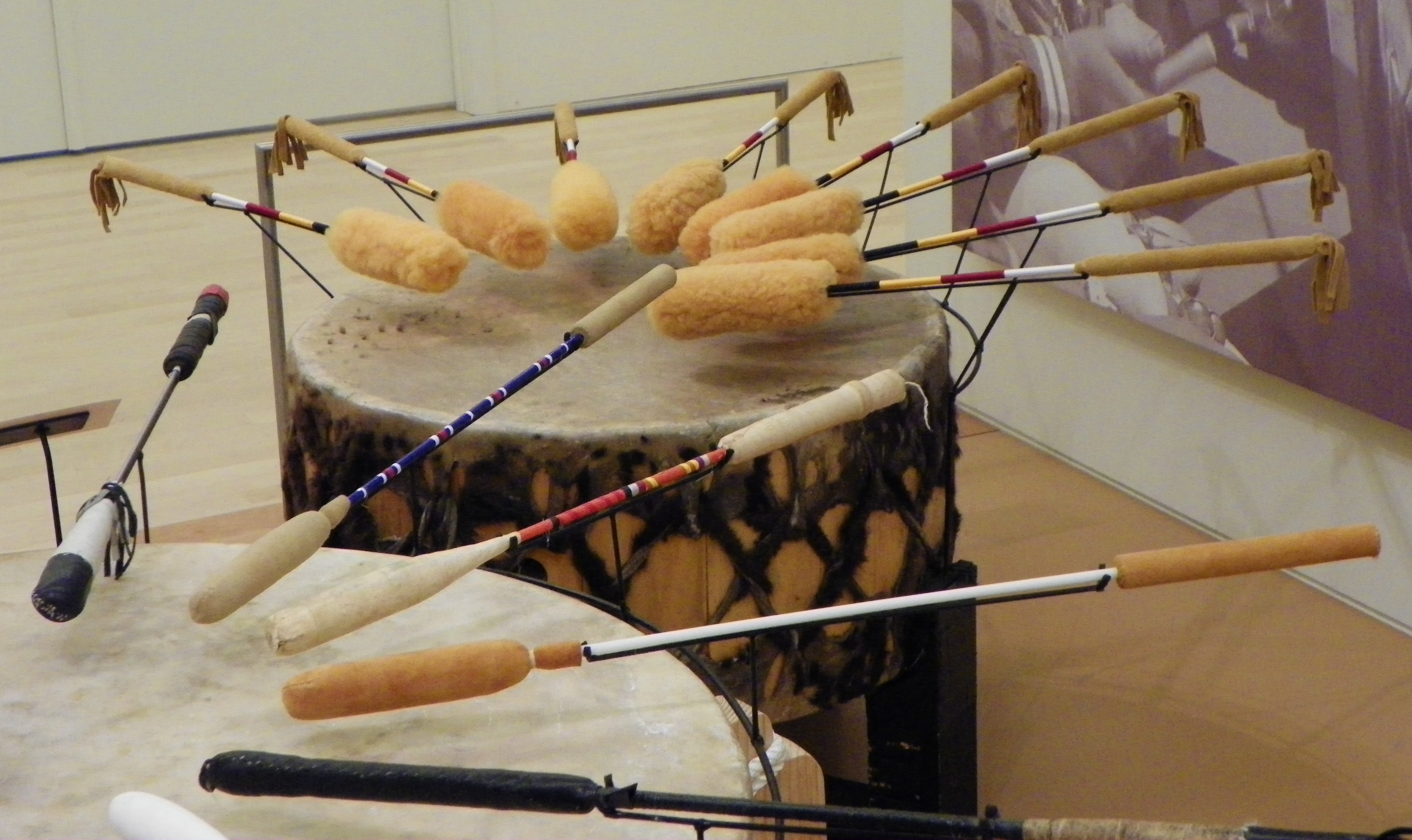
Tambor y baquetas en posición de descanso.

Los tambores son ampliamente influyentes en la música indígena norteamericana. Diferentes tribus tienen tradiciones distintas con sus percusiones y su manera de tocarlas. Para una danza más duradera o para tambores del tipo powwow, la construcción básica es muy similar en la mayoría de las tribus: un marco de madera o un tronco tallado y ahuecado, con cuero de venado o alce estirado a través de la entrada por correas hechas con tendones. Tradicionalmente, los tambores nativos son grandes, de dos o tres pies de diámetro. Son ejecutados comunalmente por grupos de cantantes que se sientan alrededor de él en un círculo. Para tambores de mano más pequeños y con un solo lado, un marco más delgado o caparazón es utilizado, y una superficie de cuero es ensartada solamente en un lado, con lazos a través de la otra. Otros tipos incluyen a los dos estilos básicos de tambores de agua: el Iroquois y el Yaqui. El tambor de agua Iroquois es un vaso de lana con forma de taza, con agua dentro de él y un cuero bronceado y humedecido estirado a través de la entrada de la parte superior; la humedad y el ajuste del cuero bronceado produce cambios en el tono mientras se va tocando con el tiempo. El tambor de agua Yaqui es en realidad la mitad de una calabaza, grande en tamaño, que flota en un tubo de agua como una burbuja en la superficie; la superficie redonda de la calabaza es golpeada con una baqueta, y las vibraciones son amplificadas utilizando el tubo de agua como resonador. 
Otro tipo de tambor llamado foot drum (tambor de pie en español) ha sido encontrado en varios sitios arqueológicos americanos nativos del centro y sureste de California habitados, o formalmente habitados por las tribus Miwok, Maidu, Nahua, y Hopi. Estos tambores eran a menudo leños ahuecados en forma de semicírculo por la mitad puestos sobre un foso resonador cubierto de madera posicionado, de acuerdo con las costumbres, en kivas o en casas de danza. Los tambores de pie eran tocados al pisar sobre la parte superior del tronco ahuecado con los postes de la estructura utilizados para mantenerlos fijos.

### Premios
Los dedicados Native American Music Awards, los cuales exitosamente propusieron el Premio Grammy para el Mejor Álbum Musical Nativo Americano, fueron lanzados en 1998 y continúan siendo llevados a cabo anualmente. Los Native American Music Awards, también conocidos como N.A.M.A., fueron el primer programa nacional de premios para la música nativa americana de Norteamérica. Los premios nacieron de la necesidad de un reconocimiento mayor para las iniciativas relacionadas con este tipo de música, por lo cual permanece como la organización basada en membresía profesional más grande en el mundo.
Desde el 2001 hasta el 2011, los Premios Grammy norteamericanos presentaron un premio anual para el Mejor Álbum Musical Nativo Americano, mientras que los Premios Juno canadienses presentaron un premio anual para el Álbum Indígena del Año. El 6 de abril de 2011, fue anunciado que el Premio Grammy para el Mejor Álbum Musical Nativo Americano sería fusionado con las categorías del Mejor Álbum Musical Hawaiano y el Mejor Álbum Musical Cajun o Zydeco para crear la nueva categoría del Mejor Álbum Musical de Origen Regional. Este cambio fue parte de una reestructuración masiva de las categorías de los Grammy.

## Samples
- Medio:Bice'waan_Song.ogg es una grabación de la Biblioteca del Congreso de Estados Unidos, recolectado por Alice Cunningham Fletcher y Francis La Flesche, publicado en 1897. El cantante es George Miller, el cual nació probablemente en 1852; Fue descrito como "La verdadera canción de amor, nombrada por Omaha Bethae waan, una antigua designación y no un nombre descriptivo, es cantada generalmente en las primeras horas de la mañana, cuando el amante se encuentra su cita y cuida a su doncella para emerger de la tienda e ir a la fuente. Ellos pertenecen al cortejo secreto y son a veces llamados Me-the-g'thun wa-an (las canciones de cortejo... Estas eran cantadas sin tambores, campas o maracas, para acentuar el ritmo, el cual se encuentra subordinado a la melodía de estas canciones y es sentido solamente en las frases musicales... Las vibraciones, cuyo propósito es dar mayor expresión, no solamente eran afectadas por el tremolo de la voz, sino que también eran mejoradas por la agitación de la mano, o un rocío de artemisia ante los labios, mientras que el cuerpo frecuentemente se balanceaba gentilmente al ritmo de la canción (Fletcher, 1894, p. 156)."
- Medio:PiuteGamblingSong.ogg. La Danza de los espíritus y la canción de juego de los indígenas norteamericanos de Paiute y Arapaho obtenida de La Biblioteca del Congreso como Emile Berliner and the Birth of the Recording Industry Collection; interpretada por James Mooney (posiblemente junto con Charles Mooney; se cree que ninguno de ellos era nativo americano. 5 de julio de 1984